# Rusko (gromada)
Rusko – dawna gromada, czyli najmniejsza jednostka podziału terytorialnego Polskiej Rzeczypospolitej Ludowej w latach 1954–1972.
Gromady, z gromadzkimi radami narodowymi (GRN) jako organami władzy najniższego stopnia na wsi, funkcjonowały od reformy reorganizującej administrację wiejską przeprowadzonej jesienią 1954 do momentu ich zniesienia z dniem 1 stycznia 1973, tym samym wypierając organizację gminną w latach 1954–1972.
Gromadę Rusko z siedzibą GRN w Rusku utworzono – jako jedną z 8759 gromad na obszarze Polski – w powiecie jarocińskim w woj. poznańskim, na mocy uchwały nr 22/54 WRN w Poznaniu z dnia 5 października 1954. W skład jednostki weszły obszary dotychczasowych gromad Cerekwica, Rusko, Strzyżewko i Suchorzewko ze zniesionej gminy Jaraczewo w tymże powiecie. Dla gromady ustalono 13 członków gromadzkiej rady narodowej.
1 stycznia 1962 do gromady Rusko włączono obszar zniesionej gromady Nosków (bez miejscowości Parzęczew, Dąbrowa i Roszków) w tymże powiecie.
31 grudnia 1971 gromadę zniesiono, a jej obszar włączono do gromady Jaraczewo w tymże powiecie.